# Flughafen Bergamo

i7
i11
i13
Der Flughafen Bergamo (italienisch Aeroporto di Bergamo-Orio al Serio, auch Il Caravaggio International Airport – Bergamo Orio al Serio; IATA-Code: BGY, ICAO-Code: LIME) ist ein internationaler Flughafen in Norditalien. Er liegt 45 km nordöstlich von Mailand und 5 km südöstlich von Bergamo auf dem Gebiet der lombardischen Gemeinde Orio al Serio. Dieser Flughafen wird vor allem von Billig- und Frachtfluggesellschaften genutzt, die ihn auch als „Flughafen Mailand-Bergamo“ oder „Mailand-Orio al Serio“ bezeichnen.

## Verkehrsanbindung
- PKW: Der Flughafen liegt an der Autobahn A4, der wichtigsten Ost-West-Verkehrsachse Norditaliens. Sowohl der Großraum Mailand als auch das westliche Venetien sind schnell zu erreichen. Am Flughafen sind die bedeutendsten Autovermietungsunternehmen vertreten.
- Bus: Der Flughafen verfügt über ein ausgedehntes Busnetz mit häufigen Verbindungen:
  - Mailand: Shuttlebusse zum Bahnhof Milano Centrale verkehren alle 30 Minuten von verschiedenen Anbietern: Orioshuttle (Linea Milano Centrale – BGY), Autostradale und Terravision. Fahrzeit etwa 50–60 Minuten, Preise ab 8 €.
  - Bergamo Stadt: ATB-Buslinie 1 (Aeroporto) mit Abfahrten alle 30 Minuten ins Bergamer Stadtzentrum.
  - Weitere Regionalverbindungen: Regelmäßige Verbindungen nach Brescia (Autostradale), Monza und zum Flughafen Mailand-Malpensa (Locatelli/Orioshuttle, 7 Fahrten täglich zwischen beiden Flughäfen).
  - Flibco: Komfortable Direktverbindung nach Mailand mit Fahrten von 3:15 bis 23:20 Uhr, Fahrzeit 50 Minuten, Gepäck im Preis inbegriffen, Online-Buchung möglich.[3]
  - FlixBus: Günstige Fernbusverbindungen zu verschiedenen italienischen und europäischen Städten ab Bergamo.[4]
  - Arriva Italia: Linienbus auf der Strecke Mailand–Bergamo–Boario Terme–Edolo–Tonale mit Halt am Flughafen.
- Zukünftige Bahnverbindung: Seit Februar 2024 läuft der Bau einer direkten Eisenbahnstrecke zur Station Bergamo, deren Fertigstellung für Ende 2026 geplant ist.
- Taxi/Ride-Sharing: Taxis stehen rund um die Uhr bereit. Mietwagen mit Fahrer sind am Ankunftsbereich verfügbar.
- Parken: Etwa 8.000 Parkplätze in fünf Parkhäusern (3 überdacht, 2 nicht überdacht). Der nächstgelegene Parkplatz ist etwa 2 Gehminuten vom Terminal entfernt, günstigere Optionen befinden sich 1 km entfernt mit kostenlosem Shuttleservice. Online-Buchung und detaillierte Informationen zu Tarifen auf der offiziellen Parkplatzseite des Flughafens.[5]

Tickets für alle Busverbindungen sind online, an Verkaufsautomaten am Flughafen oder beim Fahrer erhältlich. Fahrpläne und Tarife sind auf der offiziellen Flughafenwebsite verfügbar.

## Geschichte

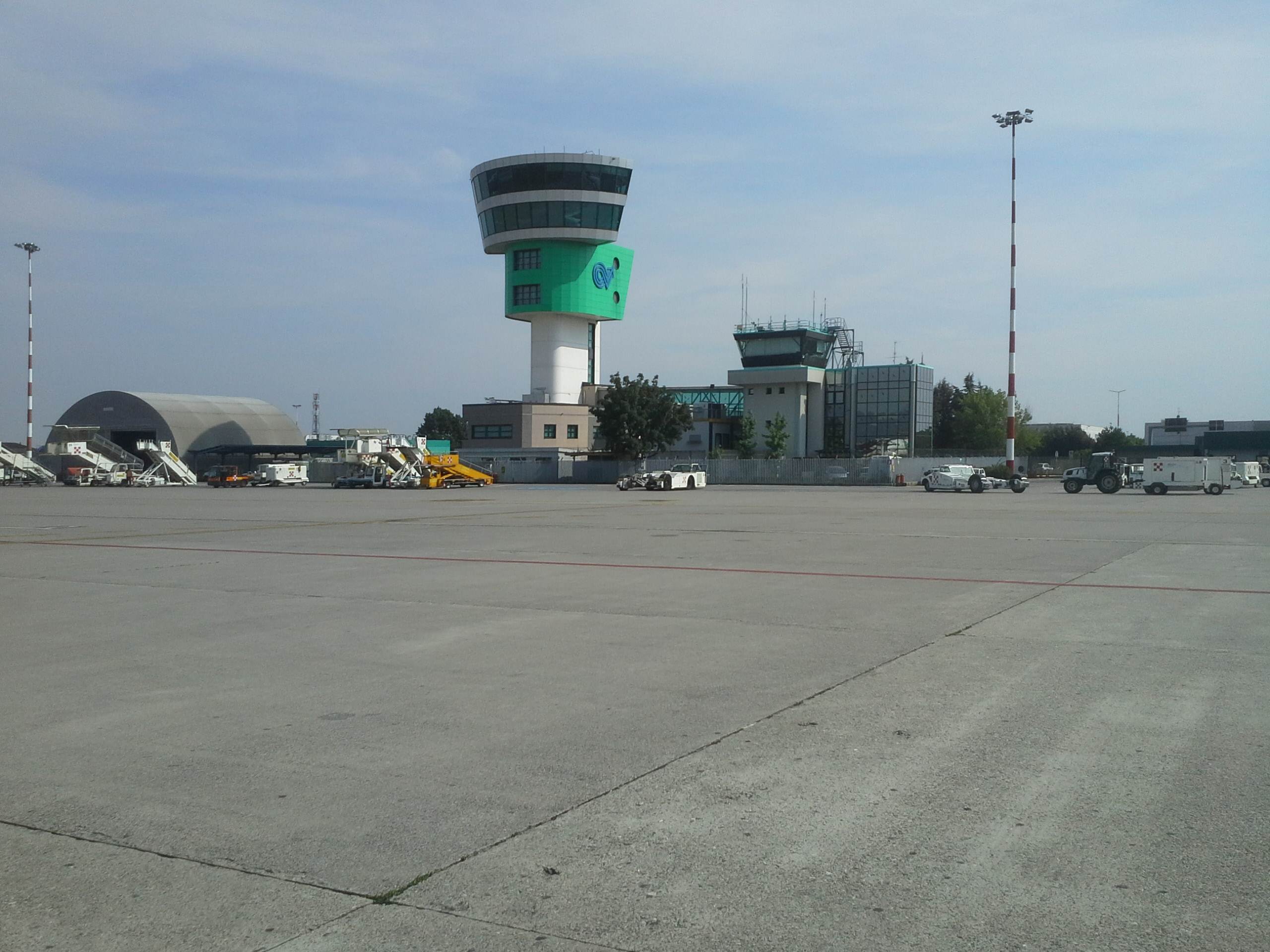
Neuer und alter Tower des Flughafens

Der Flughafen wurde im Jahr 1937 in der Nähe des Flusses Serio als Militärflugplatz eingerichtet. Im September 1943 übernahm die Luftwaffe der Wehrmacht den Flugplatz und nutzte ihn zusammen mit der Aeronautica Nazionale Repubblicana bis zum Ende des Zweiten Weltkriegs. In dieser Zeit gab es um Bergamo noch weitere Militärflugplätze bei Ponte San Pietro, Seriate und Zanica.
In den 1950er und 1960er Jahren verlangten örtliche Unternehmer und Lokalpolitiker eine zivile Mitnutzung des Flugplatzes Orio al Serio, was jedoch an der ablehnenden Haltung der Stadt Mailand und der Betreiber der dortigen Flughäfen Linate und Malpensa scheiterte. Am 16. Juli 1970 wurde die Flughafengesellschaft Società per l'Aeroporto Civile di Bergamo - Orio al Serio (SACBO) gegründet, die die Aufnahme des kommerziellen Flugbetriebes am 21. März 1972 auch erreichte. Der zivile Flugbetrieb entwickelte sich zunächst schleppend, obwohl der Flughafen relativ zentral in der Poebene liegt und in seinem direkten Einzugsbereich rund 5 Millionen Menschen leben. Ende der 1980er Jahre stieg die SEA, Betreiber der beiden Mailänder Flughäfen, bei der SACBO ein, ohne jedoch eine Mehrheitsbeteiligung zu erlangen. Damit scheiterte auch das ursprünglich anvisierte Projekt, alle drei Flughäfen im Großraum Mailand unter Kontrolle zu bringen und synergisch zu nutzen. Darüber hinaus meinte die östlich von Bergamo gelegene Stadt Brescia, ebenfalls einen eigenen Verkehrsflughafen zu brauchen, den Flughafen Brescia-Montichiari, obwohl der Flughafen Verona und auch Bergamo von dort aus leicht zu erreichen sind.
In diesem Umfeld gelang es dem Flughafen Bergamo seit 2002 vor allem dank des Engagements von Fracht- und Billigfluggesellschaften wie DHL Aviation und Ryanair, sich einerseits gegen Brescia durchzusetzen und andererseits im Großraum Mailand eine eigene Rolle zu finden, da Malpensa für die östlichen Teile Mailands und der Lombardei ungünstiger liegt und Linate verschiedenen Beschränkungen unterliegt. Das überdurchschnittliche Wachstum des Flughafens von Bergamo wurde im Sommer 2002 ausgelöst, als Linate wegen der Sanierung der dortigen Start- und Landebahn vorübergehend schließen musste und man den Flugbetrieb auch nach Bergamo verlegte. Bei dieser Gelegenheit gelang es Bergamo, sein Potenzial besser zu vermitteln.
Derzeit liegt südlich der Start- und Landebahn das Passagier- und das Frachtterminal. Im Norden befindet sich noch ein kleiner militärischer Teil mit einer Instandsetzungseinheit der Heeresflieger und ein Bereich für die Allgemeine Luftfahrt mit einer knapp 800 m langen Piste. In diesem nördlichen Bereich soll der Flughafen Bergamo ausgebaut werden.

## Fluggesellschaften und Ziele
Vom Flughafen Bergamo aus werden insbesondere Ziele in Italien, in Europa, im Mittelmeerraum, am Roten Meer und auf den Kanarischen Inseln angeflogen. Im deutschsprachigen Raum werden Berlin-Brandenburg, Weeze, Hahn, Köln und Karlsruhe/Baden-Baden von Ryanair bedient. Bedeutendste Fluggesellschaft vor Ort ist Ryanair, die in Bergamo eine Basis unterhält. Hinzu kommen weitere Billigfluggesellschaften wie Wizz Air und Blue Air, Regionalfluggesellschaften sowie Anbieter von Charterflügen.
In der Luftfracht-Branche wird der Flughafen größtenteils von Luftpostunternehmen angeflogen. Es bedienen überwiegend die DHL Aviation und einige ihrer Tochterunternehmen den Flughafen. Von ihnen werden europäische Ziele bedient, unter anderem nach Köln/Bonn und Leipzig/Halle.

## Verkehrszahlen
| Jahr | Fluggastaufkommen | Luftfracht (Tonnen) (mit Luftpost) | Flugbewegungen |
| ---- | ----------------- | ---------------------------------- | -------------- |
| 2019 | 13.857.257        | 118.964                            | 95.377         |
| 2018 | 12.938.572        | 123.032                            | 89.533         |
| 2017 | 12.336.137        | 125.948                            | 86.113         |
| 2016 | 11.159.631        | 117.765                            | 79.953         |
| 2015 | 10.404.625        | 121.045                            | 76.078         |
| 2014 | 8.774.256         | 123.206                            | 67.674         |
| 2013 | 8.964.376         | 116.112                            | 71.742         |
| 2012 | 8.890.720         | 117.005                            | 74.220         |
| 2011 | 8.419.948         | 112.556                            | 71.514         |
| 2010 | 7.677.224         | 106.921                            | 67.636         |
| 2009 | 7.160.008         | 100.354                            | 65.314         |
| 2008 | 6.482.590         | 122.398                            | 64.390         |
| 2007 | 5.741.734         | 134.449                            | 61.364         |
| 2006 | 5.244.794         | 140.630                            | 56.358         |
| 2005 | 4.356.143         | 136.339                            | 51.635         |
| 2004 | 3.337.671         | 130.974                            | 45.471         |
| 2003 | 2.844.379         | 128.687                            | 48.362         |
| 2002 | 1.252.878         | 114.636                            | 33.493         |
| 2001 | 1.061.397         | 96.253                             | 36.586         |
| 2000 | 1.241.138         | 100.494                            | 40.944         |

## Zwischenfälle
- Am 9. April 1975 kam es beim Start einer Fokker F28-1000 Fellowship der Itavia (Luftfahrzeugkennzeichen I-TIDA) zu einem Strömungsabriss. Das Flugzeug sank auf die Startbahn zurück und blieb 200 m vor deren Ende liegen. Alle 31 Insassen überlebten den Unfall. An der Maschine entstand  Totalschaden.[8]

- Am 30. Oktober 2005 stürzte eine Let L-410UVP-E19A der kroatischen Trade Air (9A-BTA) auf dem Flug nach Zagreb kurz nach dem Start vom Flughafen Bergamo auf ein Feld. Als Ursachen wurde angegeben, dass die Besatzung die Anweisungen der Fluglotsen falsch interpretiert hatte und im Anschluss die Kontrolle über das Flugzeug verloren hatte. Alle drei Insassen dieses Frachtfluges kamen ums Leben.[9]

- Am 5. August 2016 schoss ein aus Paris kommendes Frachtflugzeug des Typs Boeing 737-400SF der ASL Airlines Hungary (HA-FAX) über die Landebahn hinaus, durchbrach eine Leitplanke und kam erst auf einer Landstraße zum Stehen. Die beiden Piloten wurden verletzt. Zum Zeitpunkt des Unglücks herrschten am Flughafen Bergamo schlechte Wetterbedingungen.[10] Die italienische Untersuchungsbehörde ANSV stellte fest, dass die Besatzung nicht wahrgenommen hatte, dass die Maschine erst nach etwa zwei Dritteln der Bahn aufgesetzt hatte und die Bahnlänge nicht mehr ausreichend war, um das Flugzeug zum Stehen zu bringen. Der Copilot hatte zum Unfallzeitpunkt lediglich 86 Flugstunden auf der Boeing 737 und hatte die Entscheidung des Kapitäns, wegen Gewitters in keinem Falle einen Go-Around zu fliegen, nicht hinterfragt, im Nachhinein jedoch ausgesagt, dass diese Option den Unfall aus seiner Sicht hätte verhindern können.[11]

- Am 8. Juli 2025 lief ein 35-jähriger Mann auf das Rollfeld und sprang in das bereits laufende Triebwerk eines kurz vor dem Start befindlichen Airbus A319, wobei er ums Leben kam.[12]